# فهرست نشریات خارجی‌زبان ایران
این فهرست نشریات ایرانی را دربردارد که به زبانی غیر از زبان فارسی هستند و برای مخاطبان خارجی تهیه می‌شوند. این فهرست شامل نشریات به زبان‌های محلی رایج در ایران نیست.

## فهرست
| نشریه                                     | بسامد         | زبان           | ناشر                  | نخستین شماره     | وضعیت کنونی       |
| ----------------------------------------- | ------------- | -------------- | --------------------- | ---------------- | ----------------- |
| ایران اینترنشنال Iran International       | فصلنامه       | انگلیسی        | سید حسین سنائی        | ۱۳۷۶             | فعال              |
| کیهان اینترنشنال Kayhan International     | روزنامه       | انگلیسی        | مؤسسه کیهان           | ۱۳۳۸             | فعال              |
| ایران دیلی Iran Daily                     | روزنامه       | انگلیسی        | مؤسسه ایران           | خرداد ۱۳۷۶       | فعال              |
| ایران نیوز Iran News                      | روزنامه       | انگلیسی        | مؤسسه سخن‌گستر         | ۹ مهر ۱۳۷۳       | فعال              |
| اطلاعات بین‌المللی Ettela'at International | روزنامه       | انگلیسی        | مؤسسه اطلاعات         | ۲۳ اسفند ۱۳۷۲    | فعال              |
| تهران تایمز Tehran Times                  | روزنامه       | انگلیسی        | سازمان تبلیغات اسلامی | ۱۵ اردیبهشت ۱۳۵۹ | فعال              |
| کیهان عربی کیهان‌العربی                    | روزنامه       | عربی           | مؤسسه کیهان           | ۱۳۵۹             | فعال              |
| الوفاق ألوفاق                             | روزنامه       | عربی           | مؤسسه ایران           | ۱۳۷۶             | فعال              |
| الاخا ألأخاء                              | [ یادداشت ۲ ] | عربی           | مؤسسه اطلاعات         | ۱ مهر ۱۳۳۹       | پایان کار در ۱۳۵۷ |
| کیهان ترکی Kahyan Türkçe                  |               | ترکی استانبولی | مؤسسه کیهان           | ۱۳۶۴             | پایان کار در ۱۳۷۳ |
| کیهان اردو                                |               | اردو           | مؤسسه کیهان           | ۱۳۷۰             | پایان کار در ۱۳۷۳ |
| ژورنال دو تهران Journal de Téhéran        | روزنامه       | فرانسه         | مؤسسه اطلاعات         | ۲۴ اسفند ۱۳۱۳    | پایان کار در ۱۳۵۸ |
| روو دو تهران La Revue de Téhéran          | ماهنامه       | فرانسه         | مؤسسه اطلاعات         | آذر ۱۳۸۴         | فعال              |